# Henrika Kull
Henrika Kull (* 1984 in Baden-Württemberg) ist eine deutsche Filmregisseurin, Drehbuchautorin, Filmproduzentin und Filmeditorin.

## Leben
Die im Schwarzwald geborene und aufgewachsene Henrika Kull absolvierte ein Studium der Sozialwissenschaften an der Universität zu Köln. Daran schloss sich eine filmsoziologische Diplomarbeit im Jahr 2012 an. Es folgte ein Studium im Fach Filmproduktion an der Deutschen Film- und Fernsehakademie Berlin (DFFB).
Während ihres Studiums an der DFFB kam Kull durch die dortige Dozentin Isabelle Stever erstmals mit Filmregie in Kontakt. Sie fand Gefallen an der Arbeit und studierte daraufhin ab 2014 Regie an der Filmuniversität Babelsberg Konrad Wolf. Dort zählten Angelina Maccarone und Barbara Albert zu ihren Mentorinnen. Sie assistierte Albert bei deren Spielfilmprojekt Licht (2017). 2018 schloss sie das Studium mit dem Bachelor ab.
Kull lebt in Berlin-Neukölln. Neben der Arbeit als Filmemacherin war sie auch als Deutschlehrerin für Geflüchtete tätig.

## Werk
Bereits während ihres Regiestudiums realisierte Kull den Dokumentarfilm Absently Present über eine Frau, die mit einem Gefängnisinsassen liiert ist.
Im Jahr 2018 erhielt Kull für ihr Spielfilmdebüt Jibril, ihren Abschlussfilm an der Filmuniversität Babelsberg Konrad Wolf, eine Einladung in die Sektion Panorama der 68. Berlinale. Den Film entwickelte sie aus Beobachtungen im Gefängnisalltag. Die Geschichte um eine alleinerziehende, dreifache Mutter (dargestellt von Susana AbdulMajid), die sich in den titelgebenden Gefängnisinsassen (Malik Adan) verliebt, brachte ihr Kritikerlob ein. Es folgten Nominierungen für zahlreiche Filmpreise sowie der Gewinn des Studio Hamburg Nachwuchspreis in der Kategorie Bester Film. Kull war bei dem Low-Budget-Film für das Drehbuch, die Regie, die Produktion und auch für den Schnitt verantwortlich. Hilfe erfuhr sie von der Editorin Bettina Böhler. Die Dreharbeiten fanden in einem tatsächlichen Hochsicherheitsgefängnis statt, in dem Kull früher als Soziologin gearbeitet und recherchiert hatte.
Drei Jahre später folgte Kulls zweiter Spielfilm Glück (2021) über zwei Sexarbeiterinnen, die sich in einem Berliner Bordell ineinander verlieben. Vorausgegangen waren dem Werk wieder jahrelange Recherchen im Milieu. So hatte Kull als Bardame und Assistentin von Hausdamen in verschiedenen Bordellen geforscht. Ihre beiden Hauptdarsteller Katharina Behrens und Adam Hoya ließ sie in einem besuchten Bordell zwischen echten Sexarbeiterinnen spielen. Für Glück erhielt Kull eine zweite Einladung in die Sektion Panorama der 71. Berlinale. „Sehnsucht und Körperlichkeit, aber auch Orte sozialer Grenzerfahrung und Stigmatisierung sind Themen, die mich schon immer faszinieren“, so die Regisseurin im Gespräch über den Film.
Gegenwärtig arbeitet Kull am Drehbuch ihres dritten Spielfilmprojekts Central Station. Sie wird dabei vom Medienboard Berlin-Brandenburg mit einem Artist-in-Residence-Programm unterstützt.

## Filmografie (Auswahl)
- 2014: Intimate Distance (Dokumentar-Kurzfilm)
- 2018: Jibril
- 2021: Glück
- 2023: Südsee (Salty Water)

## Auszeichnungen
- 2018: Studio Hamburg Nachwuchspreis für Jibril (Bester Film, gemeinsam mit Produzentin Sophie Lakow)
- 2022: Förderpreis für junges Kino der DEFA-Stiftung